# Gromadka (stacja kolejowa)
Gromadka – nieistniejąca stacja kolejowa w Gromadce, w województwie dolnośląskim, w Polsce.